# Navata (Girona)
Navata ist ein Ort und eine Gemeinde (municipi) mit 1.469 Einwohnern (Stand: 2024) in der Provinz Girona in der Autonomen Region Katalonien. Sie liegt in der Comarca Alt Empordà.

## Lage
Der Ort Navata liegt in einer Höhe von etwa 145 Metern ü. d. M. Die Stadt Figueres befindet sich etwa zehn Kilometer (Fahrtstrecke) nordöstlich und die Provinzhauptstadt Girona ist ca. 40 Kilometer in südlicher Richtung entfernt. Zur Gemeinde gehören auch die Weiler Canelles und Torremirona.

## Bevölkerungsentwicklung
| Jahr      | 1960 | 1970 | 1981 | 1990 | 2000 | 2014  |
| Einwohner | 701  | 645  | 710  | 659  | 708  | 1.262 |

Im 19. Jahrhundert hatte die Gemeinde meist über 1.000 Einwohner. Die Reblauskrise im Weinbau und die Mechanisierung der Landwirtschaft machten sich erst seit in den 1940er Jahren bemerkbar.

## Wirtschaft
Vor allem die Feldwirtschaft (Getreide, Sonnenblumen etc.), aber auch die Stallhaltung von Vieh und Geflügel bilden die Erwerbsgrundlage der Einwohner. Seit den 1960er Jahren hat sich der Tourismus in Form der Vermietung von Ferienwohnungen zu einer wichtigen Einnahmequelle entwickelt.

## Geschichte
Im Jahr 1019 ist die Anbindung der Kirche Sant Pere de Navata an das Bistum Girona dokumentiert. Die erste Erwähnung einer Burg (castillo) stammt aus dem Jahr 1099; im Hochmittelalter gehörte Navata zur Grafschaft Empúries.

## Sehenswürdigkeiten

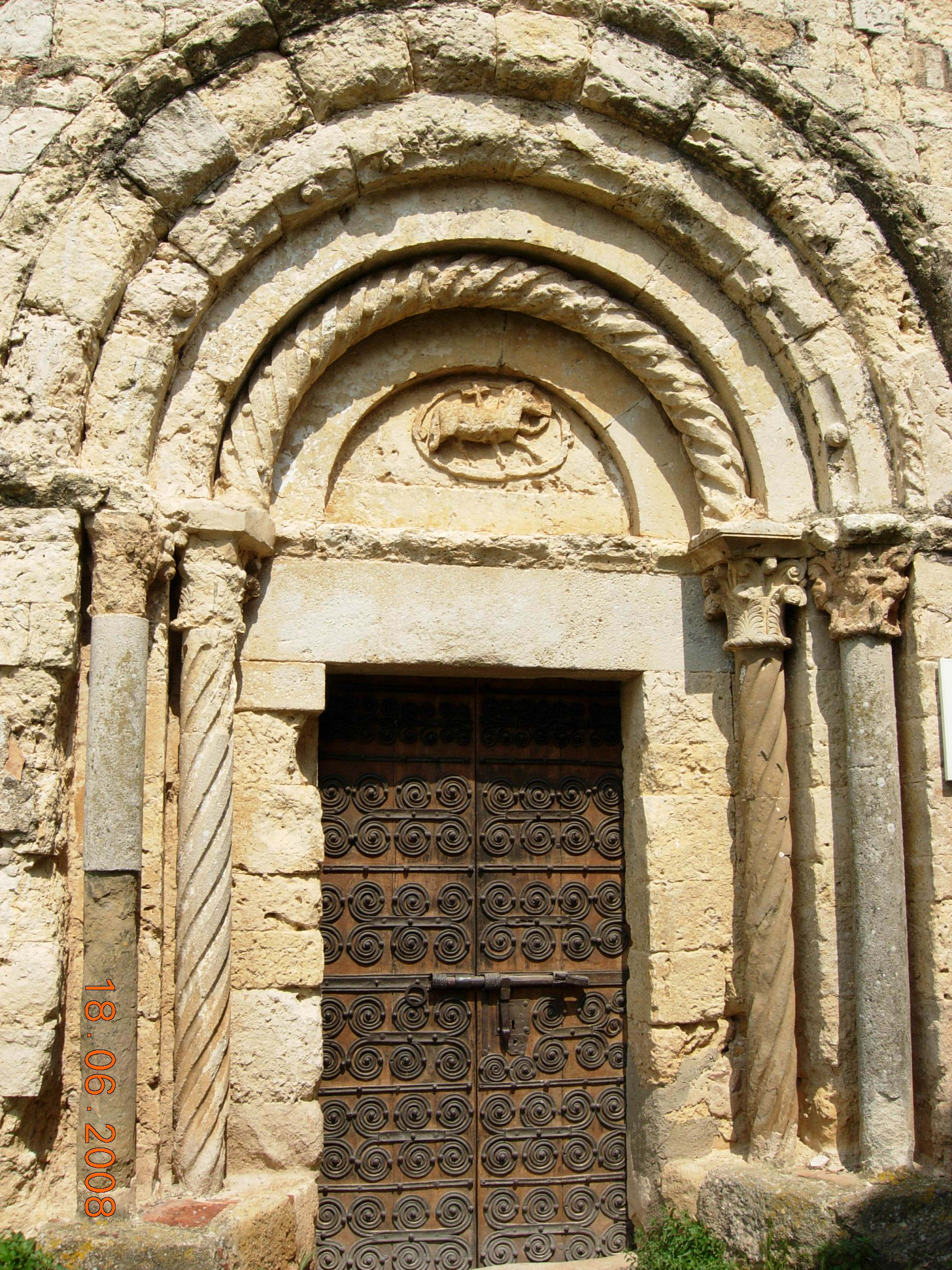
Portal von Sant Pere

- Das leider nur schlecht erhaltene Portal der etwa einen Kilometer südlich des heutigen Ortes stehenden alten Pfarrkirche (Església vella de Sant Pere de Can Miró) (42° 13′ 3″ N, 2° 52′ 2″ O) ist ein Kleinod mittelalterlicher Baukunst – es zeigt zwei eingestellte gedrehte Säulen, einen ebenfalls gedrehten inneren Archivoltenbogen und weitere mit gerade noch erkennbaren Verzierungen sowie ein ‚Lamm Gottes‘ im Tympanonfeld. Die vollständig erhaltenen eisernen Türbeschläge gelten noch als Originale des 12. oder frühen 13. Jahrhunderts; die spiralförmig auslaufenden Bänder gleichen denen der Prieuré de Marcevol im Roussillon und einigen wenigen anderen romanischen Türbeschlägen im Pyrenäenraum. Über dem Portal befindet sich ein kleines Rundbogenfenster; die Westfassade aber auch das Langhaus zeigen im oberen Teil deutliche Spuren einer späteren Erhöhung, bei der auch der einfache Glockengiebel (espadanya) aufgesetzt wurde. Das Kirchenschiff ist tonnengewölbt.
- Die neue Pfarrkirche (Església nova de Sant Pere) ist ein deutlich größerer Bau aus der Mitte des 17. Jahrhunderts, der allerdings erst ein Jahrhundert später mit dem Einbau des barocken Portals fertiggestellt wurde, welches eine Nischenfigur des hl. Petrus zeigt. Das rippengewölbte Kirchenschiff wird begleitet von Kapellen. Die Apsis ist mit Malereien im Stil der Spätrenaissance aus dem Jahr 1725 dekoriert.
- Von der mittelalterlichen Burg (castell) ist eine Mauer mit einem Rundturm erhalten.